# Südtiroler Ordnungsdienst
Il Südtiroler Ordnungsdienst (originariamente Sicherungs- und Ordnungsdienst, abbreviato SOD, letteralmente "Servizio d'ordine del Sudtirolo" in tedesco) fu un'organizzazione ausiliaria parapoliziesca attiva tra il 1943 e il 1944 in Alto Adige, durante l'occupazione tedesca.

## Antefatti

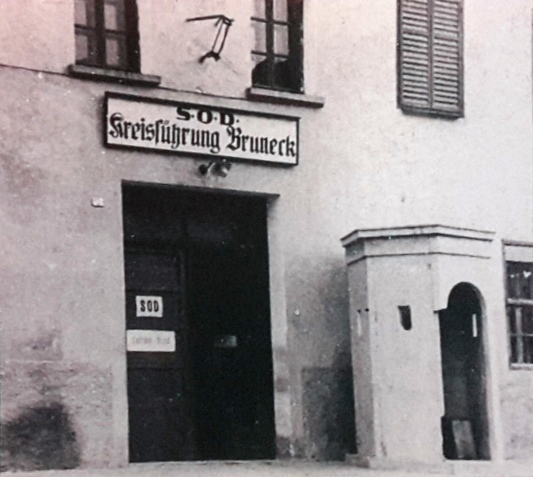
Comando circondariale del SOD a Brunico

Quando l'Italia settentrionale, a seguito dell'armistizio di Cassibile dell'8 settembre 1943, fu occupata dalle forze armate tedesche (operazione Achse), da ambienti della Arbeitsgemeinschaft der Optanten für Deutschland si formò l'organizzazione che successivamente prese il nome di SOD.

## Storia

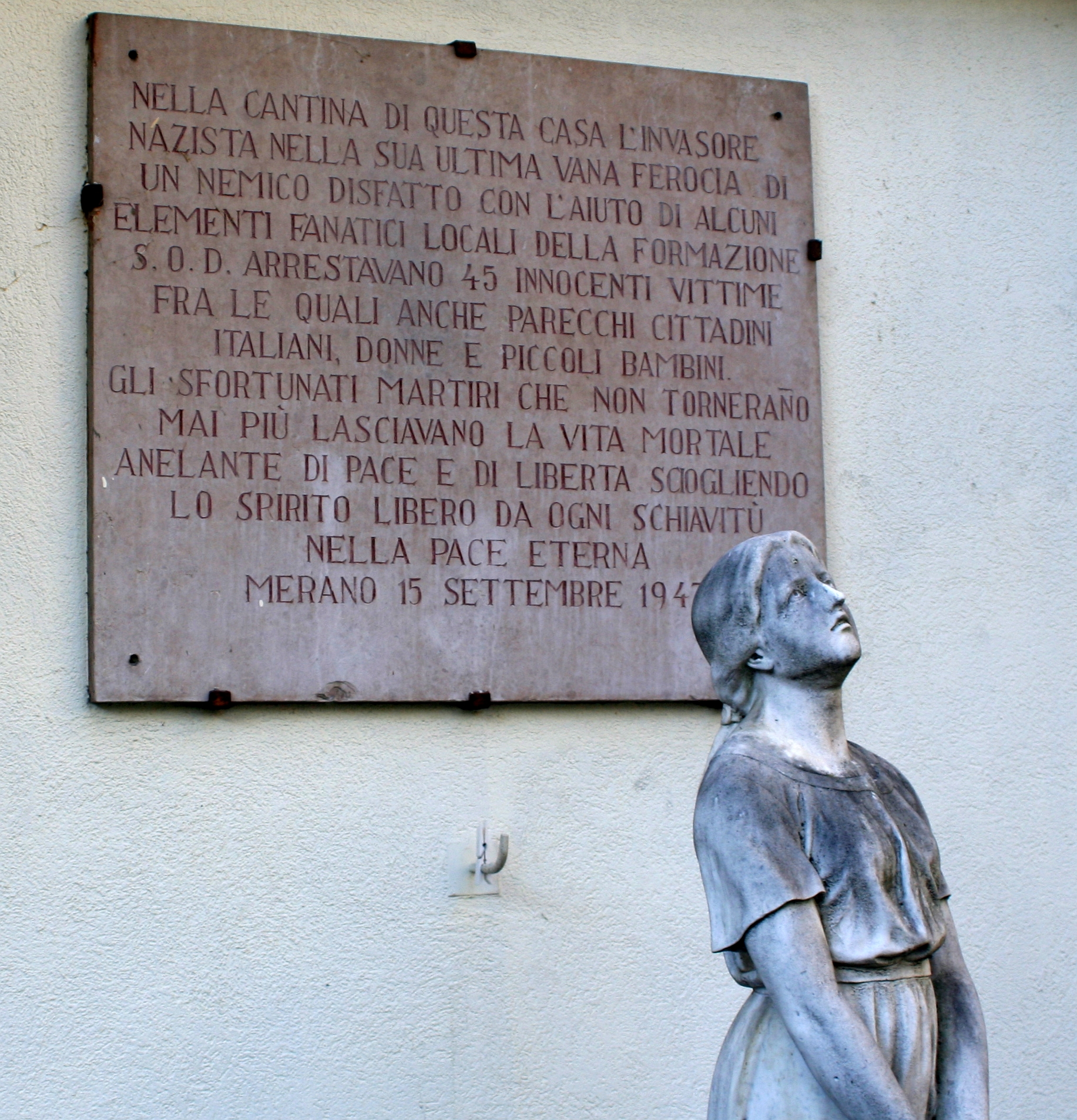
Monumento agli ebrei di Merano, deportati con la collaborazione del SOD

Tre giorni dopo l'inizio dell'occupazione tedesca, il SOD fu ufficialmente riconosciuto dal feldmaresciallo Erwin Rommel, allora comandante delle truppe tedesche in Italia, quale "organizzazione di autodifesa". I membri del SOD furono equipaggiati con armi italiane di preda bellica e presero parte al disarmo e alla cattura delle rimanenti truppe italiane. Alcune unità del SOD furono incaricate di cercare soldati italiani sbandati, alcuni dei quali furono uccisi. Membri del SOD furono anche coinvolti nell'arresto degli ebrei che ancora si trovavano a Merano e a Bolzano.
I compiti del SOD erano: sorvegliare edifici, far rispettare l'oscuramento, sorvegliare stazioni e linee ferroviarie, effettuare opere di ripristino a seguito di bombardamenti aerei etc.
Il SOD inizialmente era formati da civili volontari. A partire dal novembre 1943 fu consentito ai coscritti di leva di prestare servizio nel SOD anziché nella Wehrmacht o nelle SS.
Il numero di effettivi salì dai 6.000 di fine settembre 1943 ai 17.000 del maggio 1944.

## Scioglimento
Il SOD fu assorbito dalla Landwacht il 1º agosto 1944.